# デルタフォース3
『デルタフォース3』（原題：Delta Force 3: The Killing Game）は、1991年のアメリカ映画。
前2作のデルタ・フォース、デルタフォース2のスコット・マッコイでお馴染みのチャック・ノリスから、ニック・カサヴェテス、マイク・ノリス、エリック・ダグラスへ主役をバトンタッチした作品。

## スタッフ
- 監督：サム・ファーステンバーグ
- 製作：クリストファー・ピアース、ボアズ・デヴィッドソン
- 製作総指揮： ハリー・アラン・タワーズ
- 脚本：アンディ・ドイッチ、グレッグ・ラター、ボアズ・デヴィッドソン
- 撮影：アヴィ・カーピック
- 音楽：ロバート・トーマス・メイン

## キャスト
| 役名                   | 俳優                       | 日本語吹替 | 日本語吹替   |
| 役名                   | 俳優                       | VHS版      | テレビ東京版 |
| ---------------------- | -------------------------- | ---------- | ------------ |
| チャーリー             | ニック・カサヴェテス       | 大塚芳忠   | 大塚芳忠     |
| グレッグ               | マイク・ノリス             | 関俊彦     | 中多和宏     |
| サム                   | エリック・ダグラス         | 中尾隆聖   | 星野充昭     |
| リチャード             | マシュー・ペン             | 塩沢兼人   | 江原正士     |
| セルゲイ               | ジョン・ライアン           | 菅生隆之   | 大山高男     |
| イレーナ               | ハナ・アズリー＝ハスファリ | 榊原良子   | 佐々木優子   |
| ブロク                 | グレゴリ・タール           | 小関一     |              |
| ピエトロ               | マーク・アイバニル         | 子安武人   | 二又一成     |
| ウェンディ・ジャクソン | キャンディス・ブレッカー   | 土井美加   |              |
| フセイン               | ダン・ツルゲマン           | 鈴置洋孝   | 小室正幸     |
| カダール               | ジョナサン・ケルキ         | 内海賢二   | 西村知道     |
| ウィルソン将軍         | サンディ・ウォード         | 藤本譲     | 亀井三郎     |

- テレビ東京版：初回放送1993年3月4日『木曜洋画劇場』

その他：辻親八、梅津秀行、小島敏彦、竹口安芸子、伊井篤史、他